# Strateško poveljstvo Združenih držav Amerike
Strateško poveljstvo Združenih držav Amerike (angleško United States Strategic Command; kratica USSTRATCOM) je interrodovno poveljstvo, ki nadzoruje strateške sile ZDA. Tako nadzoruje ves arzenal jedrskega orožja, ki je na voljo oboroženim silam ZDA. 
Sedež poveljstva je v letalski bazi Offutt AFB.

## Organizacija
- Primarne operacijske enote:
20. zračno ladjevje
Navy Task Force 134
Navy Task Force 144
Vesoljsko poveljništvo kopenske vojske ZDA
- Organizacijske in podporne enote:
Pisarna poveljnika, Strateško poveljništvo ZDA
Poveljniški center, Globalne operacije in logistika
Združeni center za informacijske operacije
Vesoljske operacije, Načrtovanje in politika
Strateški globalni udara, Načrtovanje in politika
Vesoljsko poveljništvo vojnega letalstva ZDA
Pisarna ministrstva za obrambo za podporo poletov s človeško posadko (angl DoD Manned Flight Support Office)